# شهرستان دنیسوف
شهرستان دنیسوف (به قزاقی: Денисов ауданы، دەنيسوۆ اۋدانى) یک شهرستان در قزاقستان است که در استان قوستانای واقع شده‌است.

## خصوصیات
شهرستان دنیسوف  ۲۰٬۶۴۶ نفر جمعیت دارد.